# Португальсько-мамелюцька морська війна
Португальсько-мамелюцька морська війна (порт. Guerra Naval Portuguesa-Mameluca) — військовий конфлікт між Мамелюцьким султанатом і Португальською імперією за панування в Індійському океані, що відбувався у першій половині XVI століття.

## Передумови
Після артилерійського обстрілу Калікута другою португальською Індійською Армадою на чолі з Педру Алварішем Кабралом в грудні 1500 року, торгівля прянощами між Індією та Європою через Єгипет, Туреччину та Венецію помітно зменшилась, що позначилось на зростанні цін. З того часу португальці почали захоплювати й топити мусульманські торгові судна в Індійському океані. 1503 року вони розграбували й потопили один єгипетський корабель. 1504 року португальці знищили 17 арабських суден в індійському порту Панан.
1504 року мамелюцький султан Кансух аль-Гаурі відрядив посольство до Папи Римського на чолі з настоятелем Синайського монастиря, попередивши, що якщо папа не зупинить грабежі португальців, то він розпочне утиски християн у Єгипті й у Палестині, а також зруйнує християнські святині у Святій землі.
Того ж року венеційці, які мали з мамелюками спільні інтереси у торгівлі прянощами, відрядили до Каїра посольство на чолі з Франческо Тельді. Той спробував налаштувати мамелюцького султана Кансуха проти португальців, запропонувавши мамелюкам заблокувати португальський флот у морських портах, спонукати індійських князів Кочіна та Каннура припинити торгівлю прянощами з португальцями й укласти військові союзи з султанами Калікута й Камбея. Безпосередньо втрутитись до військового конфлікту Венеційська республіка не наважилась, хоча було встановлено союзницькі відносини між двома країнами, а венеційці під час війни Камбрейської ліги постачали мамелюцький флот зброєю та кваліфікованими корабелами.
Мамелюцькі війська мали погане уявлення про військово-морську справу, зазвичай беручи участь у сухопутних операціях. Разом з тим, необхідність тієї війни для посилення єгипетської економіки (до появи португальців процвітала завдяки посередництву у торгівлі прянощами) усвідомлювалась султаном Кансухом аль-Гаурі.

## Мамелюцька військова експедиція (1505—1507)
1505 року мамелюцький флот за наказом султана Кансуха аль-Гаурі виступив у похід проти португальців. Екіпажі суден і корабели були набрані у всьому східному Середземномор'ї. Підтримку у створенні флоту надала Османська імперія, що постачала деревину та зброю. Експедиція на чолі з Аміром Хусейном аль-Курді відпливла з Суеца у листопаді та невдовзі досягнула Джидди, де флот зупинився для ремонту фортифікаційних споруд міста. Далі планувався перехід до Адена.
У серпні-вересні 1507 року єгипетський флот, що складався приблизно з 50 суден, був розміщений в Адені, готуючись відпливти до Індії.

## Дії португальців в Індійському океані (1505—1507)
У березні 1505 року з Лісабона вийшла 7-ма португальська Індійська Армада у складі 21 (або 22) кораблів на чолі з Франсішку де Алмейдою, що досягнула індійського узбережжя у вересні того ж року. В березні 1506 року син Франсішку де Алмейди, Лоуренсо де Алмейда на чолі португальської ескадри розбив флот заморина Калікуту.
Навесні 1507 року 8-а португальська Індійська Армада під началом Тріштана да Куньї та Афонсу де Албукеркі захопила о. Сокотра, а в серпні-жовтні цього року невелика ескадра під керівництвом Афонсу де Албукеркі підійшла до берегів Аравії і захопила Маскат та Ормуз, продовжуючи грабувати торгові судна. 1507 португальська флотилія, що складалась приблизно з 20 суден, увійшла до Червоного моря й потопила одне індійське торгове судно. Ця подія поставила торгівлю між мамелюцьким султанатом та Індією на межу краху. 1507 року португальці спробували створити військову базу на Сокотрі, щоб припинити торгівлю прянощами через Червоне море, але через дефіцит ресурсів на острові, відсутність зручних гаваней та опір місцевого населення за кілька років залишили Сокотру.

## Боротьба за Каннанур (1506—1507)
У березні 1506 року біля індійського міста Каннанур великий флот Калікута зазнав поразки від португальців на чолі з Лоуренсу де Алмейда в морській битві при Каннанурі. Після поразки на морі індійські війська князівства Калікут спробували узяти захоплений португальцями Каннанур з суші. Облога Каннанура тривала чотири місяці, з квітня до серпня 1507 року, й була перервана появою кораблів 8-ї португальської Індійської Армади на чолі з Тріштаном да Кунья та висадкою на берег португальського загону з 300 воїнів. В результаті було укладено перемир'я, місто Каннанур залишилось у руках португальців.

## Битва при Чаулі (1508)
Мамелюцький флот на чолі з Аміром Хусейном аль-Курді відплив з Адена до Індії 1507 року. Там він об'єднався з кораблями з Калікута та флотом мусульманського султанату Гуджарат, що був найбільшим в Індії. Флот Гуджарату очолював губернатор Діу грузинського або далматинського походження Малік Аяз.
Об'єднаний єгипетсько-індійський флот у березні 1508 року у битві при Чаулі розбив португальський флот. У тій битві загинув Лоуренсу де Алмейда, син віце-короля Індії Франсішку де Алмейди і багато португальців потрапили у полон.

## Битва при Діу (1509)
За рік після поразки при Чаулі португальці змогли взяти реванш. 3 лютого 1509 року в битві при Діу португальський флот на чолі з Франсішку де Алмейдою розбив об'єднаний флот Мамелюцького султанату, Калікута й Гуджарата. Бій показав перевагу оснащених артилерією європейських каравел над арабськими судами. Захоплені в битві арабські прапори Алмейда переслав до Португалії, де вони були виставлені в монастирі Конвенту-де-Кристу в Томарі. Помстившись за загибель сина в невдалому бою при Дабулі, Алмейда наказав повісити полонених, взятих в битві при Діу.
Спротив мамелюків діям португальців в Індійському океані унеможливив повну блокаду Червоного моря зі сторони португальців. Однак, торгівля стала більш небезпечною, що виявилось достатнім, щоб підвищити ціни на прянощі до астрономічного рівня. Все це негативно позначилось на економіці Єгипту, що сильно залежала від торгових шляхів, які проходили територією країни.
Після битви при Діу найважливіші торгові шляхи ісламського Сходу вперше опинилися підконтрольні християнам. У тому ж 1509 році на зміну Алмейді з Лісабона був присланий новий губернатор Португальської Індії Афонсу де Албукеркі (1453—1515), при якому Португалія протягом декількох десятиліть стала безперечним лідером в Аравійському морі, Перській затоці та Індійському океані і мала надзвичайні прибутки від торгівлі.

## Захоплення Гоа (1510)
У лютому 1510 року після нетривалої облоги португальські війська на чолі з губернатором Афонсу де Албукеркі захопили Гоа. Однак уже у травні війська Біджапурського султанату відбили фортецю. Утім за 3 місяці португальці повернулись. Афонсу де Албукеркі на чолі великого флоту з 34 суден у листопаді-грудні 1510 року знову підійшов до Гоа. До 10 грудня місто було взято, останні біджапурські й османські загони капітулювали.

## Дипломатія

### Венеційська дипломатія

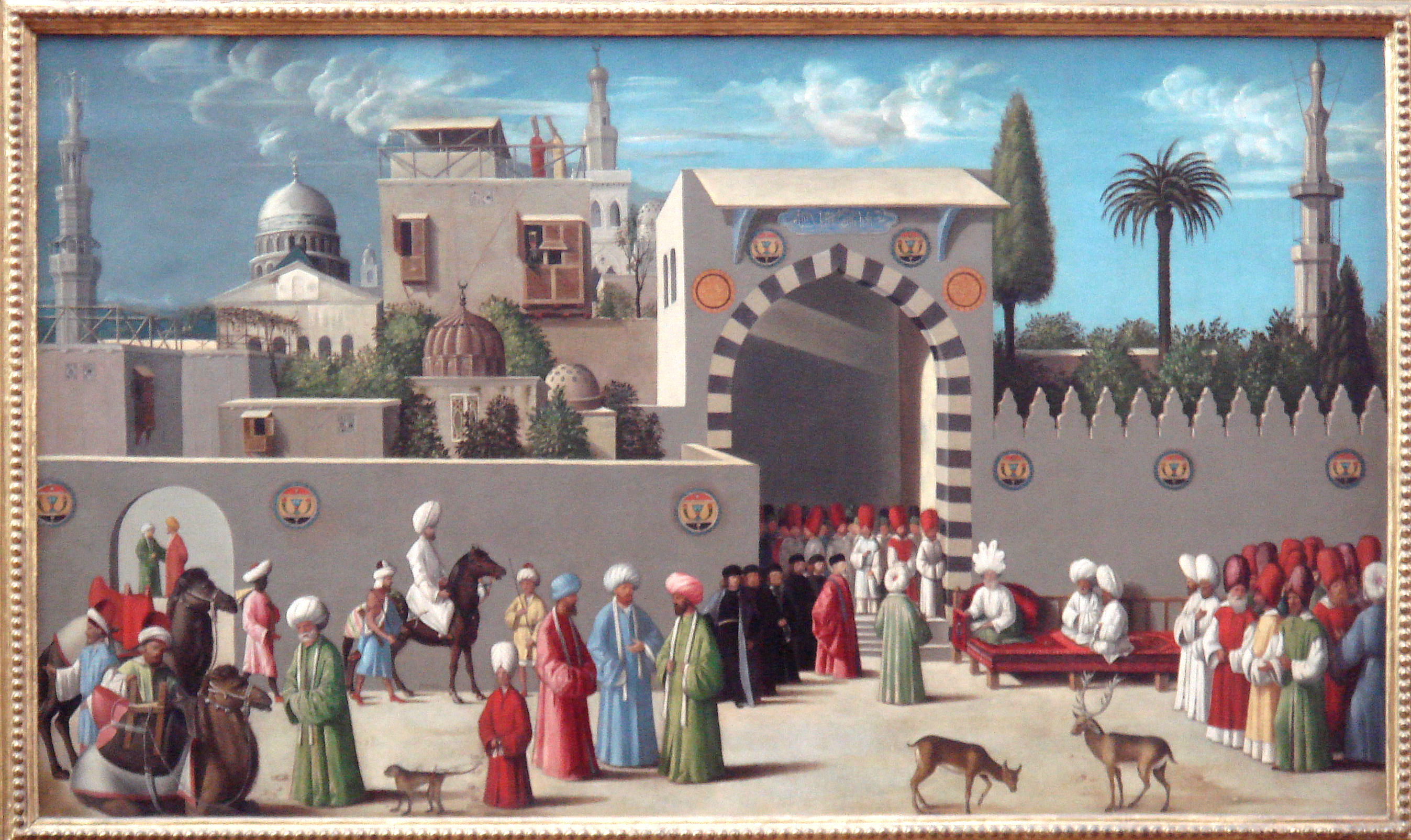
Венеційське посольство у Дамаску, 1511

Мамелюки намагались домогтись засудження дій португальців папою та допомоги венеційців у бойових діях в Індійському океані, але Венеція так і не наважилась оголосити Португалії війну.
Венеція після підписання дожем Андреа Грітті мирної угоди 1503 року та завершення Другої османсько-венеційської війни перебувала у мирних стосунках з Османською імперією. 1511 року угода була навіть поновлена. Венеція усіляко заохочувала Османську імперію до підтримки мамелюцького Єгипту й вступу у війну проти португальців. Того ж року османський султан Баязид II навіть надіслав мамелюкам порох і ліс для будівництва флоту.
Зближення було таким, що Венеція дозволила туркам постачати продовольство до своїх середземноморських портів, у тому числі й на Кіпр. Венеція також прохала підтримки Османської імперії у війні Камбрейської ліги, але марно.
1513 року венеційський посол у Каїрі Доменіко Тревізан підписав мамелюцько-венеційську торгову угоду. Після того Венеція ще більше зблизилась з Османською імперією.

### Португальсько-перський союз
Португалія остерігалась можливості організації нових мамелюцьких військових експедицій, що привело до її зближення з Персією. Той альянс дозволив би португальцям організувати нові військові бази на північному узбережжі Індійського океану. Перемовини між обома країнами проходили, в основному, за посередництва губернатора Індії Афонсу де Албукеркі.

## Дії португальців у Червоному морі (1513)
Після перемоги при Діу та знищення єгипетсько-індійського флоту португальці спробували остаточно зруйнувати мусульманське торгове судноплавство у регіоні.
1513 року Афонсу де Албукеркі спланував провести військову кампанію у Червоному морі з метою цілковитого припинення єгипетсько-індійської торгівлі та попередження нових походів мамелюцького флоту в Індійський океан. 7 лютого 1513 року португальський флот з 24 суден з 1 700 португальськими та 1 000 індійськими моряками відплив з Гоа. 26 березня флот досягнув Адена, який португальці спробували захопити, але безуспішно. На початку літа португальці захопили та розграбували форт Камаран на Червоному морі. Подальшому просуванню флоту до Джидди завадили зустрічні вітри, що змусило португальців повернутись до Індії. Дорогою вони знову безуспішно спробували захопити Аден.
Таким чином, Афонсу де Албукеркі не вдалось зупинити торгівлю прянощами через Червоне море та встановити португальську монополію на неї. Однак та військова експедиція показала всю ненадійність положення найбільших портів Червоного моря — Суеца та Джидди. Все це змусило мамелюцького султана Кансуха аль-Гаурі піти на зближення зі старим ворогом — Османською імперією.

## Османсько-мамелюцький союз (1514—1516)

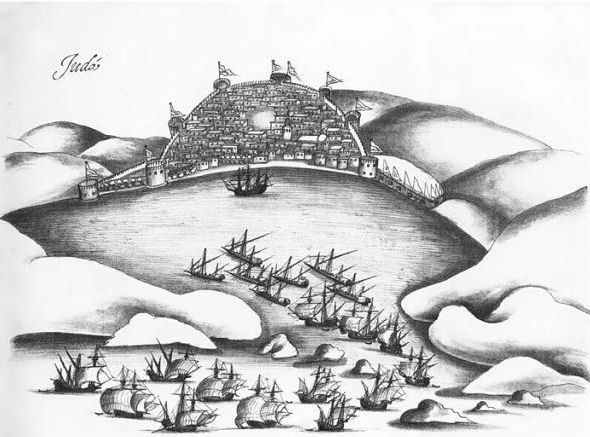
Турецько-мамелюцькі війська обороняють Джидду під час нападу португальців 1517 року

У 1514—1516 роках Османська імперія активно співпрацювала з Мамелюцьким султанатом у боротьбі з португальцями. До Єгипту прибув османський корсар і адмірал Салман-реїс, а також вогнепальна зброя. Салман-реїс вступив на службу до мамелюків і привів з собою двохтисячний загін, можливо, проти бажання турецького султана Селіма I. Війська зустрілись з султаном Кансухом аль-Гаурі в Суеці у квітні 1514 року. Також була встановлена артилерія в Александрії та Джидді. Однак значні витрати на військові потреби й занепад торгівлі послабили міць Мамелюцької держави, яка вже не могла так само сильно суперничати з Османською імперією в Палестині. На будівництво тільки одного флоту пішло 400 000 динарів.
30 вересня 1515 року мамелюцький флот на чолі з Салман-реїсом і Аміром Хусейном аль-Курді у складі 19 кораблів відплив з Суеца. На судна були набрані 3 000 моряків, у тому числі 1 300 турецьких солдат. Флот невдовзі досягнув Камарана, де солдати відбудували зруйновану португальцями фортецю. Потім союзний флот досягнув Ємену, захопив Забід, але взяти Аден у вересні 1516 року не вдалось. Похід у цілому виявився невдалим, але єгиптянам удалось закріпитись на узбережжі Індійського океану, створивши опорну базу на території Ємена. На початку 1517 року союзному флоту на чолі із Салман-реїсом вдалось відбити напад португальців на Джидду.

## Напад португальців на Джидду (1517)
Навесні 1517 року португальський флот на чолі з Лопу Суарішем де Албергарія здійснив напад на портове місто Джидда на Червоному морі, який захищав гарнізон мамелюків та османських найманців чолі з Аміром Хусейном Аль-Курді (він же Міросем) та мамелюцький флот на чолі з османським адміралом Салман-реїсом. Битва припала на сезон хаджу 923 року нашої ери за мусульманським календарем.
Португальці зробили кілька спроб висадити сухопутні війська, які зустріли запеклий опір гарнізону Джидди. Османські галери були не здатні перемогти португальців у відкритому морі, але у бухті Джидди, разом із неземними укріпленнями вони справлялися відмінно. Під прикриттям своєї важкої артилерії галери Салмана були здатні діставати португальські кораблі вогнем своєї артилерії.
Серія зіткнень не принесла певного результату і врешті португальці зрозуміли, що сил для взяття Джидди у них не вистачає. Вони ще припускали висадити нічний десант, щоб узяти фортецю, але передумали та відступили. Кладовище португальських солдатів, загиблих при облозі Джидди збереглось у місті досьогодні, його називають місцем християнських могил.

## Аннексія Мамелюцького Єгипту Османською імперією
У той же час мамелюцький султан Кансух аль-Гаурі, занепокоєний посиленням Османської імперії, на чолі армії 1516 року вирушив до Алеппо. Поряд з містом, на рівнині Мардж Дабік відбулась битва, в результаті якої єгипетська армія була цілковито розбита османами. Після перемоги Селім I доволі швидко підкорив собі всю Сирію й потім вторгся до Єгипту, де у січні 1517 року у битві при Райданіє знову розбив мамелюцьке військо і захопив Каїр. Таким чином, у результаті короткої Другої османсько-мамелюцької війни Мамелюцький султанат припинив своє існування. Його землі увійшли до складу Османської імперії.

## Підсумки
Не дивлячись на низку перемог над мелюцьким флотом, зазнавши невдач при спробах захопити порти на узбережжі Червоного моря — Аден і Джидду, португальці не змогли повністю перекрити торговельні шляхи через Червоне море і, відповідно, цілковито взяти торгівлю прянощами у свої руки, хоча основна частина спецій відтоді досягала Європи саме португальськими кораблями морськими шляхами навколо Африки.
Після анексії мамелюцького султанату в 1517 році, Османська імперія взяла на себе завдання боротьби з португальцями в Індійському океані. 1525 року турецький флот у складі 18 суден під началом Салман-реїса підкорив територію Ємену і змусив Аден визнати сюзеренітет Османської імперії, що серйозно вдарило по позиціях португальців у регіоні. З 1538 по 1553 роки Османська імперія відправила в Індійський океан декілька військових експедицій, мета яких була підірвати гегемонію португальського флоту в цьому регіоні. 1538 року турки навіть намагались захопити Діу, але облога міста завершилась невдало.
Значення Єгипту на Близькому Сході після занепаду торгівлі, що стався з вини португальців, і втрати незалежності помітно знизилось.